# Memecylon ramosum
Memecylon ramosum är en tvåhjärtbladig växtart som beskrevs av Jacq.-fel.. Memecylon ramosum ingår i släktet Memecylon och familjen Melastomataceae. Inga underarter finns listade i Catalogue of Life.